# Maldiverna i olympiska sommarspelen 1996
Maldiverna deltog i de olympiska sommarspelen 1996 med en trupp bestående av sex deltagare, fem män och en kvinna, men ingen av landets deltagare erövrade någon medalj.

## Friidrott
Herrarnas 4 x 400 meter stafett
- Ahmed Shageef, Mohamed Amir, Naseer Ismail och Hussain Riyaz
  - Heat — 3:24.88 (→ gick inte vidare, 32:a plats av totalt 35)